# Полевые работы

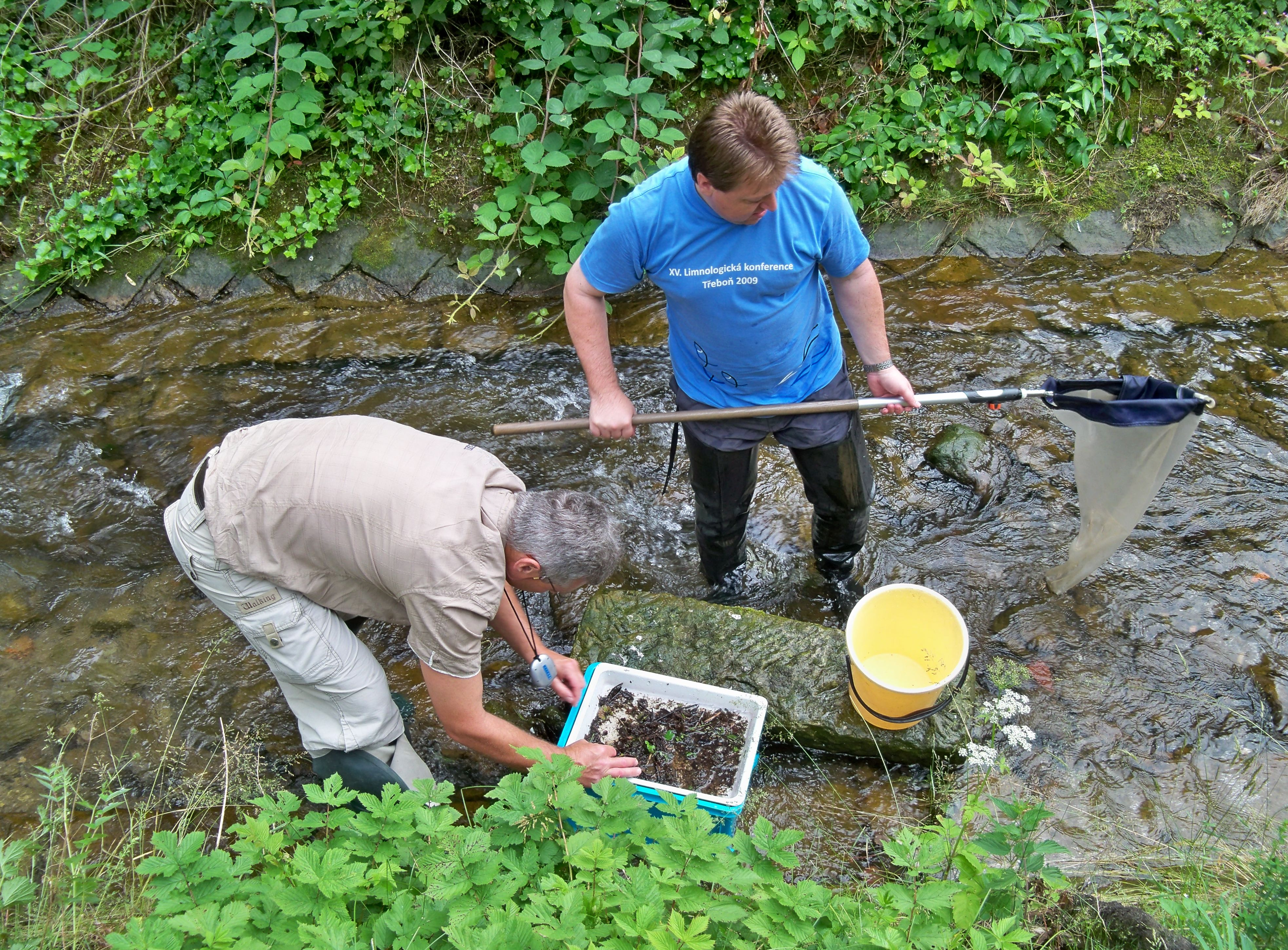
Биологи проводят полевые исследования

Полевые работы (исследования) — общий термин для обозначения работ по сбору первичных (сырых, англ. raw) данных. Термин используется в основном в естественных и общественных науках, в том числе в биологии, экологии, охране окружающей среды, картографии, геодезии, геологии, географии, геофизике, палеонтологии, археологии, антропологии, этномузыкологии, лингвистике, социологии и др.
В научной методологии термин известен как полевые исследования.
В здравоохранении использование термина полевые работы применимо в эпидемиологии к сбору данных об эпидемической обстановке (патогенная среда, векторы распространения, социальные и сексуальные контакты и пр.).
Полевая работа, которая проводится на местности (вне помещения или направлена на объекты исследования вне помещения лаборатории), может быть противопоставлена лабораторным или экспериментальным исследованиям, которые проводятся в квазиуправляемой (подконтрольной) окружающей среде. Последние часто называют камеральными работами или исследованиями.
Также термин используется во многих других областях и видах деятельности человека (аудит, оценка стоимости), когда в противоположность камеральным работам (работам в помещении) осуществляется выход на местность.